# Michel Diercks
Michel Diercks (* 1988 in Hamburg) ist ein deutscher Schauspieler.

## Leben
Diercks, in Hamburg geboren, wuchs im Alten Land auf. Er besuchte in seiner Heimatstadt die Schreibwerkstatt am Deutschen Schauspielhaus. Nach seinem Abitur folgten Schauspielworkshops am Steve Beauchamp Acting Studio East in New York City und beim Coachingteam Frank Betzelt in Berlin; dort arbeitete er mit Kai Ivo Baulitz. Nach dem Besuch der Schauspielschule Berlin beim Europäischen Theaterinstitut (ETI) absolvierte er von 2010 bis 2014 ein Schauspielstudium an der Filmuniversität Babelsberg Konrad Wolf in Potsdam.
Während seines Studiums hatte er erste Theaterrollen am Maxim Gorki Theater (2011) und in Potsdam am Hans Otto Theater (Spielzeit 2012/13; dort u. a. als Oberst/Beckmann in Draußen vor der Tür von Wolfgang Borchert). In der Spielzeit 2013/14 trat er beim Jungen Ensemble Stuttgart (JES) in der Titelrolle von Goethes Trauerspiel Clavigo (Regie: Kristo Šagor) auf.
2014 übernahm er am Schauspielhaus Chemnitz die Rolle des Tommy im Kinder- und Jugendtheaterstück Pippi Langstrumpf. Ab der Spielzeit 2015/16 war er bis 2018 festes Ensemblemitglied am Schauspiel Chemnitz. Zu seinen Rollen dort gehörten u. a. Paris in Romeo und Julia auf der Abbey Road (2015; Musical nach William Shakespeare mit Musik von den Beatles), Scipio in Caligula (Spielzeit 2015/16, Premiere: März 2016) und Elvis in der Uraufführung des Stücks Die Zärtlichkeit der Hunde von Uta Bierbaum (Spielzeit 2015/16, Premiere: April 2016). 2016 übernahm er im Kinder- und Jugendtheater Rollen in den Stücken Reineke Fuchs und Struwwelpeter. In der Spielzeit 2016/17 verkörperte er den Schauspieler Grinberg in der Komödie Noch ist Polen nicht verloren von Jürgen Hofmann (basierend auf dem Filmscript von Melchior Lengyel zu Sein oder Nichtsein von Ernst Lubitsch), den er auch in den Folgeaufführungen in der Spielzeit 2017/18 spielte. Im Juni 2017 spielte er in der Freilichtinszenierung Der rote Ritter (frei nach Wolfram von Eschenbach) des Theaters Chemnitz auf der Küchwaldbühne den Ritter Gawain. Außerdem wirkte er in der Spielzeit 2016/17 beim Chemnitzer Figurentheater in der Uraufführung der Produktion Beate Uwe Uwe Selfie Klick – eine europäische Groteske als Schauspieler mit.
Erste Filmarbeiten übernahm Diercks in Werbe- und Kurzfilmen. In der ZDF-Dokumentationsreihe Terra X war er in einer Film-Doku mit dem Titel Friedrich der Große – Alles oder Nichts (2012) als Hans Hermann von Katte, der Jugendfreund Friedrichs II., zu sehen. Seine erste Hauptrolle in einem Kinofilm hatte er in dem Horror-Thriller Der Samurai (2014) von Regisseur Till Kleinert, der im Februar 2014 in der Sektion „Perspektive Deutsches Kino“ auch bei den Internationalen Filmfestspielen Berlin gezeigt wurde. Diercks verkörperte darin den jungen Polizisten Jakob Wolski, der in einem kleinen Dorf in Brandenburg, nahe der Grenze zu Polen, für die Sicherheit der Dorfbewohner zuständig ist und, auf der Suche nach einem Wolf, im Wald auf einen verwilderten Mann (Pit Bukowski) trifft.
Es folgten weitere Haupt- und Nebenrollen im Kino, teilweise auch in internationalen Produktionen. Im deutschen Fernsehen war er in der 18. Staffel der Fernsehserie In aller Freundschaft (2015) in einer Episodenhauptrolle als junger Mann, der Schwierigkeiten hat, offen zu seiner Homosexualität zu stehen, zu sehen. In der 14. Staffel der ZDF-Krimiserie SOKO Wismar (2018) hatte er eine Episodenhauptrolle als Sternekoch, der das Fischrestaurant seines Vaters übernehmen soll, und diesen im Streit tötet. In der Auftaktfolge der 18. Staffel der ZDF-Serie SOKO Leipzig (2018) übernahm er eine Episodenhauptrolle als Start-Up-Unternehmer, dessen bester Freund ermordet wurde. Weitere Episodenrollen hatte er in den Fernsehserien Notruf Hafenkante (2019, als Drogendealer Phil Zukowski) und WaPo Berlin (2020, als Buchhändler Florian Engert, an der Seite von Dominique Chiout).
Seit 2020 ist Diercks verstärkt auch in internationalen TV-Produktionen zu sehen, u. a. in Das Damengambit (2020), Constellation (2024) und Die Spaltung der Welt (2024). In der ZDF-Fernsehreihe Neuer Wind im Alten Land (2025) spielt er in einer wiederkehrenden Nebenrolle den Rathaus-Mitarbeiter Holger Piepenbrink.
Zu Diercks’ Hobbys gehört die Fotografie. Diercks, der auch einen Instagram-Kanal hat, lebt in Berlin.

## Filmografie (Auswahl)
- 2012: Terra X: Friedrich der Große – Alles oder Nichts (Dokumentarfilm)
- 2012: Die Rückkehr des Bumerangs (Kurzfilm)
- 2014: Der Samurai (Kinofilm)
- 2014: Go with Le Flo (Kinofilm)
- 2014: Am Ende der Straße (Kinofilm; Kurzspielfilm)
- 2014: Der erste Stein (Kinofilm)
- 2014: A Quintet (Kinofilm)
- 2015: In aller Freundschaft (Fernsehserie; Folge: Ein harter Schnitt)
- 2016: Zweimal zweites Leben (Fernsehfilm)
- 2016: Am Ende der Wald (Kurzfilm)
- 2016: Grummet (Kurzfilm)
- 2018: SOKO Wismar (Fernsehserie; Folge: Kalt serviert)
- 2018: SOKO Leipzig (Fernsehserie; Folge: Blackout)
- 2019: Preis der Freiheit (Fernsehfilm)
- 2019: Notruf Hafenkante: Neben der Spur (Fernsehserie, eine Folge)
- 2020: Julia muss sterben (Kinofilm)
- 2020: WaPo Berlin: MS Bettina (Fernsehserie, eine Folge)
- 2020: Unorthodox (Miniserie, eine Folge)
- 2020: Das Damengambit: End Game (Fernsehserie, eine Folge)
- 2022: Schneller als die Angst (Fernsehserie, zwei Folgen)
- 2022: Wilsberg – Schmeckt nach Mord (Fernsehreihe)
- 2022: Notruf Hafenkante: Neues Spiel, neues Glück (Fernsehserie, eine Folge)
- 2023: Wilsberg – Folge mir (Fernsehreihe)
- 2023: Deutsches Haus (Fernsehserie, 5 Folgen)
- 2024: Constellation (Miniserie, eine Folge)
- 2024: Die Spaltung der Welt: Little Boy (Fernsehserie, eine Folge)
- 2025: Neuer Wind im Alten Land: Erntezeit (Fernsehreihe)
- 2025: Neuer Wind im Alten Land: Stolz und Vorurteil (Fernsehreihe)